# Erythroxylum seyrigi
Erythroxylum seyrigi là một loài thực vật có hoa trong họ Erythroxylaceae. Loài này được H.Perrier mô tả khoa học đầu tiên năm 1950.